# Le nere caverne della Luna
Le nere caverne della Luna (The Black Pits of Luna) è un racconto di fantascienza del 1948 dello scrittore statunitense Robert A. Heinlein.
Fa parte del ciclo della Storia futura.

## Storia editoriale
Scritto nell'aprile 1947 fu pubblicato per la prima volta nel numero del 10 gennaio 1948 della rivista The Saturday Evening Post, in seguito è stato inserito nelle antologie The Green Hills of Earth e The Past Through Tomorrow. 
Ne esistono traduzioni in varie lingue, la prima in italiano è stata pubblicata nel 1953 con il titolo Le caverne di Luna City.
Una traduzione di Roberta Rambelli intitolata Una simpatica gita è stata pubblicata nel 1969 dalla Feltrinelli ed un'altra di Maurizio Cesari nel 1972 dalla Libra Editrice, nel n. 19 della collana Nova SF* con il titolo Le nere caverne della Luna.
Quella di Paolo Busnelli che si intitola I neri pozzi della Luna è stata pubblicata dalla Armenia Editore nel 1978 nella raccolta Le verdi colline della Terra. 10 racconti (The Green Hills of Earth, 1951) e poi di nuovo nel 1980.
La traduzione di Giuseppe Lippi, pure intitolata I neri pozzi della Luna, è stata pubblicata dalla Mondadori nel 1987 e nel 1998, nell'antologia La storia futura;
quest'ultima è basata sui testi sistemati da Heinlein, che ha apportato molte lievi modifiche alle opere del ciclo della Storia futura per aggiornarle e migliorarne la coerenza interna, in occasione dell'uscita della raccolta in volume The Past Through Tomorrow del 1967.

## Trama
La storia è narrata in prima persona dal protagonista: Dick Logan, un boy scout che ha accompagnato il padre in un viaggio d'affari sulla Luna, insieme alla madre e al pestifero fratello minore, Baby stella.
Decidono di visitare la superficie del lato nascosto della Luna, ma all'arrivo viene loro detto che i bambini piccoli non possono prender parte al giro turistico perché non sono disponibili tute spaziali della loro taglia.
Non volendo deludere il loro Baby stella, il padre insiste finché non ottiene il permesso di usare una piccola tuta spaziale che era stata fabbricata appositamente per la figlia del direttore.
Così la famiglia, insieme ad altri turisti, può ammirare i pinnacoli e un cratere dove si è verificato uno storico disastro ma, quando l'escursione volge al termine, si scopre che Baby Stella si è allontanato.
Nonostante le ricerche che iniziano subito non si riesce a trovare il bambino, che rischia di rimanere senza ossigeno.
Dick si offre volontario per aiutare e si rende presto conto che suo fratello vedrebbe la zona come un posto eccellente per giocare a nascondino.
Cerca in diversi luoghi che corrispondono ai nascondigli preferiti di suo fratello, approfittando della sua taglia per accedere a spazi troppo angusti per uomini adulti; alla fine riesce a trovare il fratello, svenuto in un piccolo anfratto.
Il racconto si conclude con i genitori che giurano di non tornare mai più sulla Luna, mentre Dick stesso progetta di tornarci prima o poi.

### Annotazioni
1. ↑  "Baby Darling" in lingua originale[4].

## Critica
Secondo Jerome Winter, The Black Pits of Luna è uno dei quattro racconti che hanno aiutato Heinlein a raggiungere un mercato più mainstream attraverso il Saturday Evening Post, gli altri quattro sono: The Green Hills of Earth (1947), Space Jockey (1947) e It’s Great to Be Back! (1947).
Nel suo libro del 2019 The Pleasant Profession of Robert A. Heinlein, Farah Mendlesohn ha scritto che il personaggio di Dick è descritto come più responsabile dei suoi genitori, il che, secondo lei, è implicitamente il risultato della sua partecipazione ai Boy scouts.
Il racconto è stato elogiato da William R. Brice, che ha affermato che "Sebbene la trama e la storia siano alquanto juvenile, le descrizioni della superficie lunare sono eccellenti".
George Slusser ha criticato la rappresentazione del personaggio della madre senza nome, sottolineando inoltre che Heinlein riceveva spesso critiche dalle femministe perché "presenta le donne che svolgono lavori domestici come irrimediabilmente stupide."

### Edizioni
- (EN) Robert A. Heinlein, The Black Pits of Luna, in The Saturday Evening Post, illustrato da Fred Ludekens, vol. 220, n. 28, 10 febbraio 1948,  pp. 30-31, 80, 82, 84. URL consultato l'11 dicembre 2024. Ospitato su Internet Archive.

- Robert A. Heinlein, Le nere caverne della Luna, in Giuseppe Lippi (a cura di), La storia futura (antologia), collana Urania Classici, traduzione di Giuseppe Lippi, vol. 2, n. 251, Mondadori, febbraio 1998,  pp. 131-151, ISSN 1120-4966 (WC · ACNP).

### Fonti critiche
- (EN) William R. Brice, Exploration of Space: Fact and Fiction, in Journal of College Science Teaching, vol. 7, n. 2, novembre 1977,  pp. 107-110, ISSN 0047-231X (WC · ACNP), JSTOR 42984737. URL consultato l'11 dicembre 2024.

- (EN) George Slusser, Heinlein's fallen futures, in Extrapolation, vol. 36, n. 2, University of Texas at Brownsville, estate 1995.

- Giuseppe Lippi, Nota, in La storia futura (antologia), collana Urania Classici, vol. 1, n. 241, Mondadori, aprile 1997,  p. 14, ISSN 1120-4966 (WC · ACNP).
«Le traduzioni sono state rifatte appositamente, con l'eccezione di L'uomo che vendette la luna e Requiem che erano già apparsi a cura di Lia Volpatti e Paola Francioli.»

- (EN) James Daniel Gifford, The New Heinlein Opus List, in Robert A. Heinlein: A Reader's Companion (PDF), Nitrosyncretic Press, 2000, ISBN 978-0-9679874-1-5. URL consultato l'11 dicembre 2024.

- (EN) Jerome Winter, All Hail the Slide Rule?, in Science Fiction Studies, vol. 41, n. 2, luglio 2014,  pp. 436-442, DOI:10.5621/sciefictstud.41.2.0436, JSTOR 10.5621/sciefictstud.41.2.0436. URL consultato l'11 dicembre 2024.

- (EN) Farah Mendlesohn, The Pleasant Profession of Robert A. Heinlein, Unbound Publishing, 7 marzo 2019, ISBN 978-1-78352-680-2. URL consultato l'11 dicembre 2024.